# Lac Maingard
Lac Maingard är en sjö i Kanada.   Den ligger i regionen Saguenay–Lac-Saint-Jean och provinsen Québec, i den östra delen av landet, 500 km nordost om huvudstaden Ottawa. Lac Maingard ligger 653 meter över havet. Arean är 2,5 kvadratkilometer. Den ligger vid sjön Lac Le Marié. Den sträcker sig 3,9 kilometer i nord-sydlig riktning, och 2,9 kilometer i öst-västlig riktning.
I omgivningarna runt Lac Maingard växer i huvudsak blandskog. Trakten runt Lac Maingard är nära nog obefolkad, med mindre än två invånare per kvadratkilometer.